# Корисні копалини Монголії
Корисні копалини Монголії.

## Загальна характеристика
Монголія багата на флюорит, вугілля, мідно-молібденові і олов’яно-вольфрамові руди, фосфорити та ін. Є також алюмінієві руди, виробні камені, нафта і горючі сланці, нерудні будматеріали, різноманітні мінеральні води. Дані про підтверджені і загальні запаси основних корисних копалин Монголії за версією російських джерел (ИАЦ «Минерал») наведені в таблиці. За іншими оцінками, геологічно досліджено тільки близько 25% площі країни, близько 70% площі оглянуто із застосуванням аерогеофізичних методів. Ці дослідження дозволяють так оцінити загальні запаси деяких корисних копалин:10 млн т міді, 420 тис.т молібдену, 3 млн т свинцю і цинку, 10 тис.т олова, 1 465 т золота, 10 000 т срібла, 453 млн т залізної руди, 50 тис.т урану, 70 тис.т руди вольфраму (вольфраміт),  200 тис.т графіту, 18 млн т плавикового шпату, крім того, є великі ресурси фосфату й інших мінералів.
Таблиця. — Основні корисні копалини Монголії станом на 1998-1999 рр.
| Корисні копалини       | Запаси       | Запаси   | Вміст корисного компоненту в рудах, % | Частка у світі, % |
| Корисні копалини       | Підтверджені | Загальні | Вміст корисного компоненту в рудах, % | Частка у світі, % |
| Вольфрам, тис. т       | 6            | 10       | 1,5 (WO3)                             | 0,2               |
| Залізні руди, млн т    | 465          | 745      | 55 (Fe)                               | 0,3               |
| Золото, т              | 55           | 170      | 1,8 – 7 г/т                           | 0,1               |
| Мідь, тис. т           | 9250         | 9340     | 0,8 (Cu)                              | 1,4               |
| Молібден, тис. т       | 237          | 484      | 0,018 (Мо)                            | 2,7               |
| Нафта, млн т           | 1,5          |          |                                       |                   |
| Олово, тис. т          | 20           | 30       | 0,5                                   |                   |
| Плавиковий шпат, млн т | 12           | 23       | 45 (CaF2)                             | 6,4               |
| Свинець, тис. т        | 720          | 840      | 3,7 (Pb)                              | 0,6               |
| Срібло, т              | 6000         | 9000     | 150 г/т                               | 1,1               |
| Вугілля, млн т         | 2440         | 4300     |                                       |                   |
| Фосфорити, млн т       | 67           | 445      | 20 (Р2О5)                             | 1,32              |
| Цинк, тис. т           | 2000         | 3400     | 6 (Zn)                                | 0,7               |
| Уран, тис. т           | 61,6         | 82,6     | 0,16                                  | 2,4               |

## Окремі види корисних копалин
Нафта. Родовища нафти пов'язані з відкладами верхньої юри та нижньої крейди. Два невеликих родовища Дзунбаян і Цаган-Елс розташовані в південно-східній частині країни. Нафта дуже в'язка, важка, містить смолисті компоненти (до 60-70%) і парафіни 27-51%, вихід світлих фракцій 5-6%.
Вугілля. У Монголії є 4 родовища бурого вугілля (Налайха, Шарингол, Дархан, Баганур). На півдні країни в районі гірського масиву Табан-Толгой виявлене кам'яне вугілля, геологічні запаси якого обчислюються мільярдами тонн. Відомо близько 160 родовищ та вуглепроявів, загальні геологічні ресурси яких оцінюються в 18 млрд т. (80% — кам'яне вугілля). Останнє (кам'яне вугілля) — газове, жирне, коксівне, пісне. Кам'яне вугілля поширене в Західній і Південній Монголії, буре — в Центральній, і Східній Монголії. Якість вугілля варіює в широких межах: теплота згоряння 10,03-36,78 МДж/кг, зольність 9-35%, вологість 2-35%, вміст сірки 0,3-3%. Кам'яне вугілля приурочене до відкладів карбону і пермі, буре — до відкладів мезозою, головним чином нижньої крейди.
Залізні руди. Родовища залізняку, як правило, дрібні, характеризуються невисокою якістю руд. Всі вони розташовані в межах Північного тектонічного блоку і представлені кременисто-залізистими або скарновими типами. Запаси руд окремих родовищ не перевищують перших десятків, рідше — перших сотень млн т (Ерен, Хонгор); вміст заліза 30-45%, руди часто високофосфористі. Практичного значення ці родовища не мають. Скарнові магнетитові родовища також невеликі за запасами, часто високосірчисті. Найперспективніші — Тумертолгой, Баян-Гол і Тумертей утворюють Баянгольську залізорудну зону на півночі країни.
Алюмінієві руди представлені рифейськими діаспоровими бокситами і палеозойськими високоглиноземистими лужними нефеліновими гірськими породами.
Вольфрам. Серед вольфрамових руд виділені олово-вольфрамова і молібден-вольфрамова формації. Родовища олово-вольфрамової формації (Цагандаба і Онгонхайрхан) поширені на сході країни і генетично пов'язані з лейкократовими гранітами. Представлені жилами і рідше штокверковими зонами. Родовища молібден-вольфрамової формації зустрічаються у Східній (Югодзирь, Буренцогт) і Західній Монголії (Монгольський Алтай), де виявлені жильні родовища Кизилтау, Кобдогол та ін. і ділянки прожилково-вкрапленої штокверкової мінералізації (Борбургаз, Ачіт-Нур та ін.). Вольфрамова мінералізація пов'язана з пізньопалеозойськими лужними гранітоїдами, що проривають ранньопалеозойські теригенні і середньопалеозойські вулканогенно-теригенні товщі.
Золото. Золоті руди представлені корінними і розсипними родовищами. Корінні родовища (палеозойські і мезозойські) жильного типу, рідше — мінералізовані зони. Розсипи переважно дрібні і середні, рідко — великі. За умовами формування — алювіальні і алювіально-пролювіальні. Більшість розсипів приповерхневі однопластові. Вік розсипів — четвертинний і пліоцен-ранньоплейстоценовий. Розсипи концентруються в Ірогольському (групи Бугунтай, Бухулейн, Іро), Дзамарському (група Тола) і частково Боро-Дзунмодському районі, які утворюють Північно-Хентейську золотоносну зону, а також в Баян-Хонгорському районі (група Джаргалант).
Мідь. Значні запаси мідних руд зосереджені у двох комплексних мідно-молібденових родовищах Ерденетійн-Обо і Цагансубурга (штокверковий мідно-порфіровий тип). Родовища розташовані в межах Селенгінського і Південно-Гобійського вулкано-плутонічного поясів. Мідне зруденіння родовища Ерденетійн-Обо мідно-молібденове або мідно-порфірове і пов'язане з ґранодіорит-порфірами пермі-тріасу; зруденіння родовища Цагансубурга — з габро-діорит-ґранодіоритовою інтрузією девон-кам'яновугільної доби.
На родовищі Ую-Толгой, що носить на Заході назву Теркуаз Гілл (Turquoise Hill), Південна Монголія, компанія США Ivanhoe Mines Ltd. у 2001–2002 рр. веде розвідку нової мідно-золоторудної зони Норт (Far North). Зона Норт простежується за простяганням на 600 м, має ширину близько 250 м і розбурена свердловинами на глибину до 500. Руди зони Норт складені халькопіритом, борнітом, енаргітом, халькозином. Зона Норт відрізняється розвитком багатих руд міді і низькими вмістами попутного золота (0,04-0,09 г/т). [Інф. Mining Journal. 2002. V.339, № 8709].
Молібденові руди — за запасами яких Монголія займає 4-5-е місце в Азії (1999), зосереджені в комплексних мідно-молібденових, штокверкових і ґрейзенових молібден-вольфрамових родовищах, і невелика частина — у власне молібденовому родовищі штокверкового типу Арин-Нур (Східна Монголія).
Олово. Основні запаси олов'яних руд пов'язані з розсипними родовищами, які зустрічаються на південно-східних схилах Хентея (Джанчівланська, Модотинська, Верхньоононська групи). Окремі розсипи зустрічаються в Середній і Південній Гобі. Серед розсипів переважають четвертинні приповерхневі, рідше — пліоцен-ранньочетвертинні глибокозалеглі. Вміст олова 300–800 г/м³ (частіше 400–600 г/м³). Іноді присутні вольфраміт і шеєліт, вміст WO3 60-650 г/м³. Переважають дрібні розсипи і лише розсипи Баян-Мод в Модотинській і Елстуїн в Джанчівланській групі — великі.
Поліметали. Родовища свинцевих і цинкових руд представлені двома промислово-генетичними типами: скарновим (родовища Тумертийн-Обо, Баяндун) і гідротермальним вулканогенним (Улан, Цав). Скарнові родовища переважно цинкові; гідротермальні — свинцево-цинкові, срібловмісні. Вміст Pb+Zn 4-5%. Родовища свинцю і цинку розташовані на сході країни.
Родовища срібних руд виявлені в Монгольському Алтаї (Асхат, Толбо-Нур та ін.). Попутно срібло зустрічається в поліметалічних і мідно-порфірових родовищах.
Платиноїди. Прогнозні ресурси МГП Монголії незначні і складають до 300 т (~0,6% світових).
З гірничохімічної сировини відомо родовища солей, соди, фосфоритів. Родовища солей представлені кам'яною і озерно-самосадною кухонною та глауберовою. Родовища четвертинного віку. Найзначніше — Сангійндалай (глауберова сіль) і Гурвантес (кухонна). Родовище кам'яної солі Шуден-Ула девонського віку (Західна Монголія). Поклади соди знаходяться в комплексних мірабіліт-содових озерних родовищах (Булт, Шарабурдийн).
Фосфорити. Великі запаси пластових фосфоритів виявлені в Хубсугульському фосфоритоносному басейні (Північна Монголія). Фосфорити геосинклінального типу; вік — нижній кембрій; головні родовища (Хубсугул, Півд. Ухагол, Буренхан, Манхан-Ула) розташовані на західному березі оз. Хубсугул і на південь від нього. Середній вміст P2O5 в руді близько 20%; запаси — перші млрд т.
Цеоліти. Ще до початку реформ в Монголії за допомогою СРСР небезуспішно велися пошуки цеолітів — мінералів алюмосилікатної групи, які знаходять застосування в тваринництві і землеробстві як адсорбенти і біостимулятори.
Індустріальна мінеральна сировина представлена флюоритом, відомі також невеликі родовища азбесту, гіпсу, графіту, магнезиту.
Флюорит. Монголія займає 4-е місце у світі (після Китаю, Мексики і ПАР) за загальними запасами флюориту (7,2%) і 5-е місце за підтвердженими запасами (після Мексики, ПАР, Китаю і Росії). Всі флюоритові родовища розташовані у східній Монголії і мають мезозойський вік. В найбільших родовищах — Бор-Ундур (Бор-Ундер), Дзунцагандел, Хар-Айраг, Урген, Чулутцагандел укладено 80% розвіданих запасів країни (Берхський і Керуленський флюоритоносний район, Ургенський і Чулутцаганделський вузли). Родовища флюориту належать до епітермального кварц-флюоритового мінерального типу вулканогенного класу. Вони представлені крутоспадними, рідше пологими жилами, покладами і мінералізованими зонами.
Родовища гіпсу виявлені в пермських теригенно-карбонатних і крейдових теригенних відкладах. Найбільше — пермське родовище Барунцеріг (3ахідна Монголія) представлене пластом гіпсу потужністю до 17 м.
Крейда. Найзначніше родовище крейди — Унегт (Східна Гобі) представлене трьома пластами потужністю 1-18 м.
Родовища графіту локалізовані по контакту девонських гранітів і сієнітів з рифейськими вапняками (Західне Прихубсугулля). Вони представлені малопотужними покладами високоякісного крупнолускуватого графіту. Запаси обмежені.
Родовище магнезиту (Південно-Західної Монголії) пов'язане з корою вивітрювання гіпербазитів і характеризується високою якістю аморфного магнезиту. Відкриті також родововища тальку та ін.
Дорогоцінні камені. У Монголії відомі численні прояви і невеликі родовища дорогоцінних і виробних каменів (альмандин, піроп, хризоліт, аметист, халцедони, нефрит, яшма і т. ін.).
З нерудних будівельних матеріалів відомі родовища вапняків, цегельної, керамзитової і керамічної глини, кременисто-вуглецевих алевролітів, піску, піщано-гравійної суміші, мінеральних фарб, туфів, перлітів, доломіту тощо.
Мінеральні води представлені численними джерелами-аршанами, які іноді утворюють невеликі озера. За складом розрізняють: холодні карбонатні, переважно гідрокарбонатні, кальцієво-магнієві і кальцієві; термальні азотні, головним чином сульфатно-карбонатні, гідрокарбонатні, гідрокарбонатно-сульфатні натрієві; високомінералізовані хлоридні натрієві і натрієво-кальцієві мінеральні води. Рідше зустрічаються холодні радонові, гідрокарбонатні і хлоридно-гідрокарбонатні кальцієво-натрієві або натрієво-кальцієві і холодні фторидні води.